# Florencia Mutio
María Florència Mutio (n. el 20 de novembre de 1984 en Paraná) és una jugadora argentina d'hoquei sobre gespa, integrant de la selecció del seu país amb la qual va participar en els Jocs Olímpics de Londres 2012 i va obtenir la medalla de plata. Va formar part de l'equip que va guanyar el Champions Trophy 2012 i la medalla de bronze al Campionat Mundial 2014. Becada per la Secretaria d'Esports de la Nació.

## Carrera esportiva
Pertany al Club San Fernando de San Fernando (Província de Buenos Aires). El 2012, va ser convocada a integrar la selecció major argentina. Va integrar l'equip que va guanyar el Champions Trophy i aquest mateix any va ser seleccionada per competir als Jocs Olímpics de Londres 2012.
El 2013 va obtenir la medalla d'or a la Copa Panamericana.
El 2014, va formar part de l'equip que va competir al Campionat Mundial a l'Haia, Països Baixos.
El 2015, va formar part de l'equip que va competir als Jocs Panamericans on va obtenir la medalla de plata.
El 2016, va obtenir el seu segon títol al Champions Trophy realitzat a Londres, Anglaterra.